# مديرية قفل شمر

تعديل مصدري - تعديل

مديرية قفل شمر إحدى مديريات محافظة حجة في اليمن. بلغ عدد سكانها 50439 نسمة عام 2004. تضم اربع عزل هي : عزلة شمرين، عزلة بني جل،  عزلة المخلاف، عزلة الدانعي

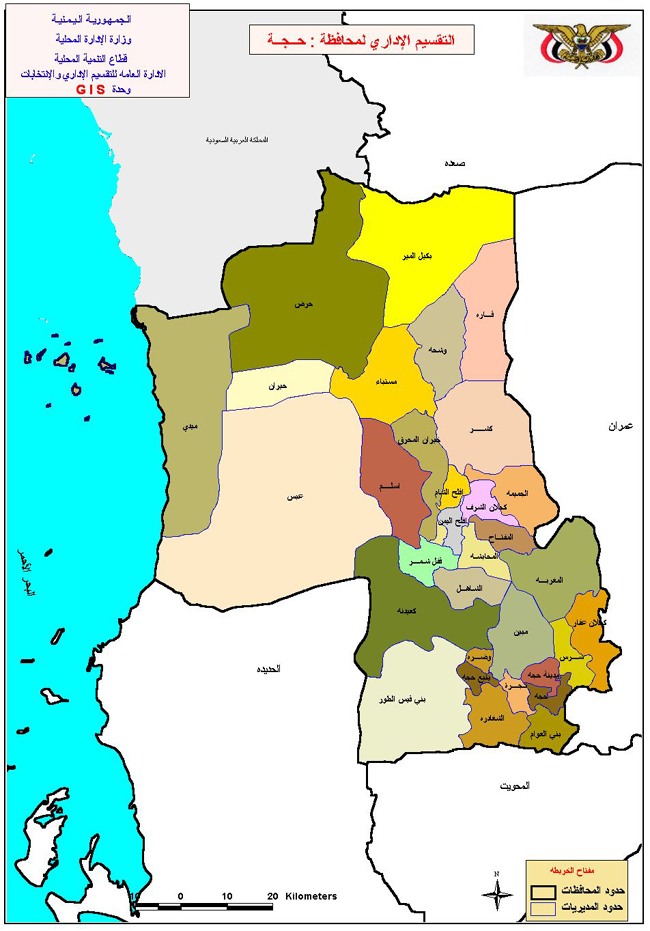
موقع مديرية قفل شمر في محافظة حجة